# İsmail Kahraman

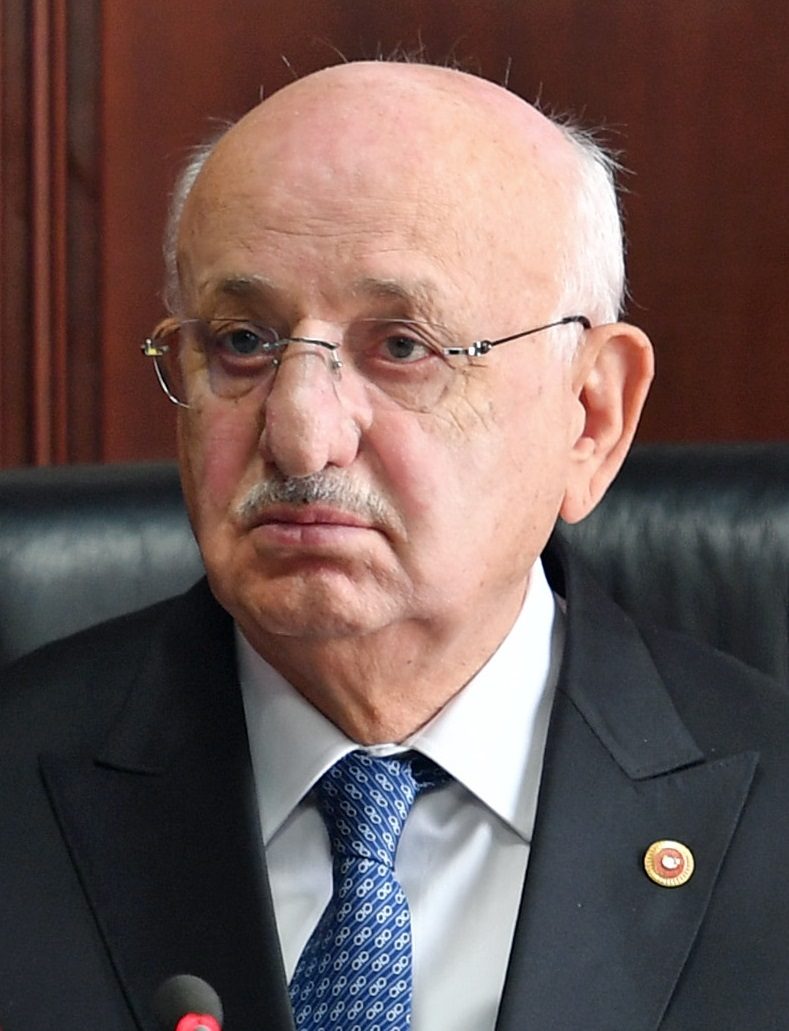
İsmail Kahraman (2016)

İsmail Kahraman (* 1940 in İkizdere, Türkei) ist ein islamistischer türkischer Politiker (AKP) und war bis Juli 2018 als Präsident der Großen Nationalversammlung der Türkei, des Parlaments der Türkei, tätig.
Kahraman besuchte die Grund- und Mittelschule in Karabük und das Gymnasium in Istanbul. Er studierte anschließend Rechtswissenschaften an der Universität Istanbul. In den Legislaturperioden ab 1995 und 1999 war Kahraman Abgeordneter für einen Istanbuler Wahlbezirk. Von 1996 bis 1997 war er dabei Minister für Kultur unter Ministerpräsident Necmettin Erbakan. Im November 2015 wurde er Präsident des türkischen Parlaments.
Kahraman forderte im April 2016 die Abschaffung des 1937 eingeführten Laizismus und stattdessen eine islamische Verfassung. Wörtlich sagte Kahraman: „Wir befinden uns in einem muslimischen Land. [...]  Die neue Verfassung darf nun mal keine Definition des Laizismus enthalten“.
Am 15. Juli 2017 äußerte sich Kahraman anlässlich einer Veranstaltung zum Jahrestag des Putsches in der Türkei: „Volk, Fahne, Koran, Glaube, Gebetsruf, Freiheit und Unabhängigkeit sind unsere Ehre, unsere Würde. Denjenigen, die unsere Werte angreifen, brechen wir die Hände, schneiden ihnen die Zunge ab, vernichten ihr Leben.“